# Briord
Briord ist eine französische Gemeinde im Département Ain in der Region Auvergne-Rhône-Alpes.

## Lage
Die Gemeinde Briord liegt in der Landschaft Bugey, etwa 20 Kilometer westlich von Belley. Die Rhône bildet im Südwesten die Grenze zum Département Isère. Gegenüber liegen die Gemeinden Bouvesse-Quirieu und Creys-Mépieu. Die Nachbargemeinden im Département Ain sind Montagnieu im Nordwesten, Seillonnaz im Nordosten, Marchamp im Osten und Lhuis im Südosten. Das Gemeindegebiet wird im Norden vom Bach Brive durchquert, der der Rhône zustrebt.

## Geschichte
Der lateinische Name lautete „Brioratis“. Die Siedlung befand sich seinerzeit in Gallien. Siehe auch Liste antiker Ortsnamen und geographischer Bezeichnungen/Br.

### Bevölkerungsentwicklung
| Jahr                       | 1962 | 1968 | 1975 | 1982 | 1990 | 1999 | 2010 | 2020 |
| Einwohner                  | 366  | 393  | 413  | 520  | 618  | 675  | 893  | 1095 |
| Quellen: Cassini und INSEE |      |      |      |      |      |      |      |      |

## Sehenswürdigkeiten
Der Aquädukt in Briord ist römischen Ursprungs und als Monument historique klassifiziert.
Das Schloss Saint-André ist ebenfalls als Monument historique eingetragen.

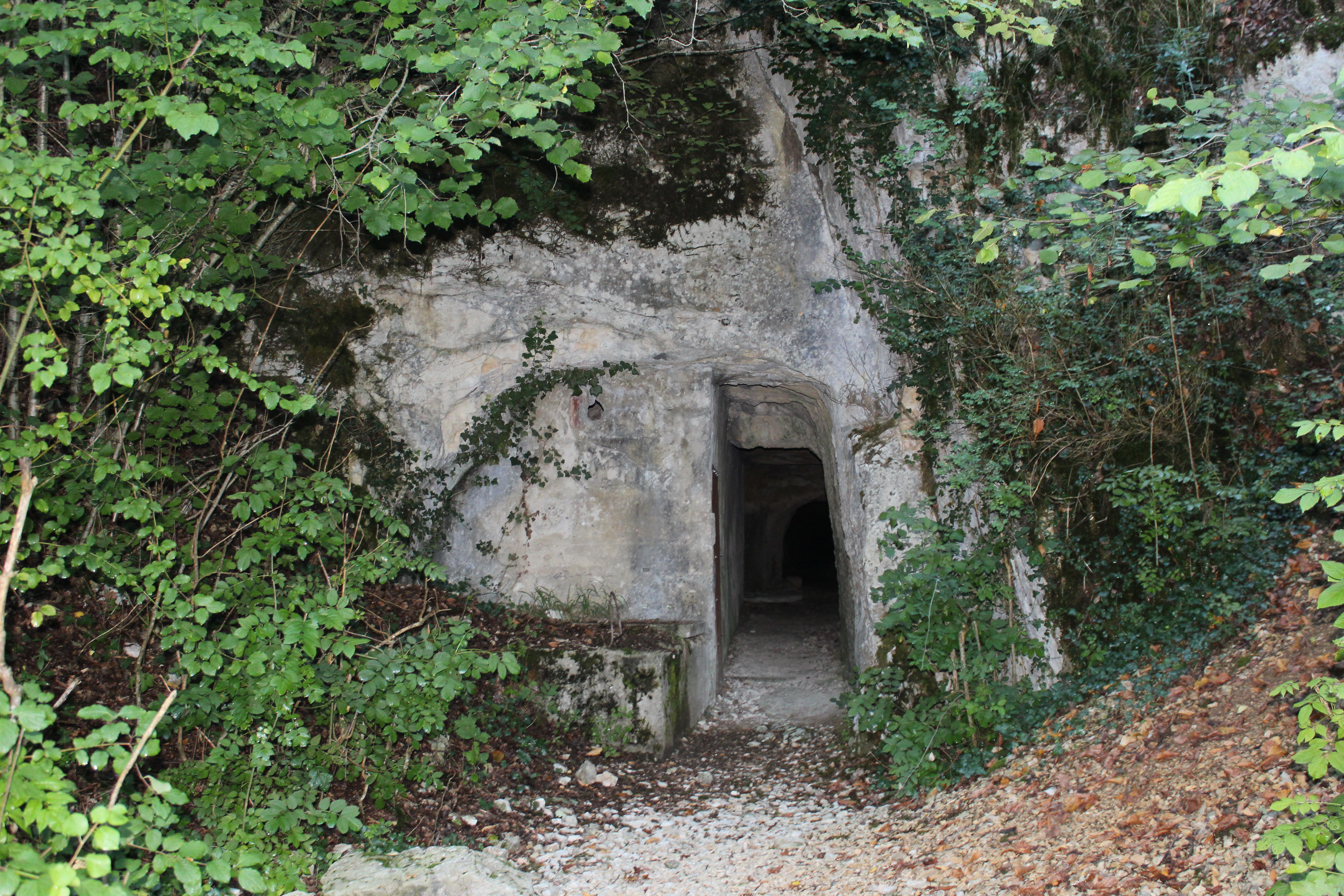
Überreste des römischen Aquädukts
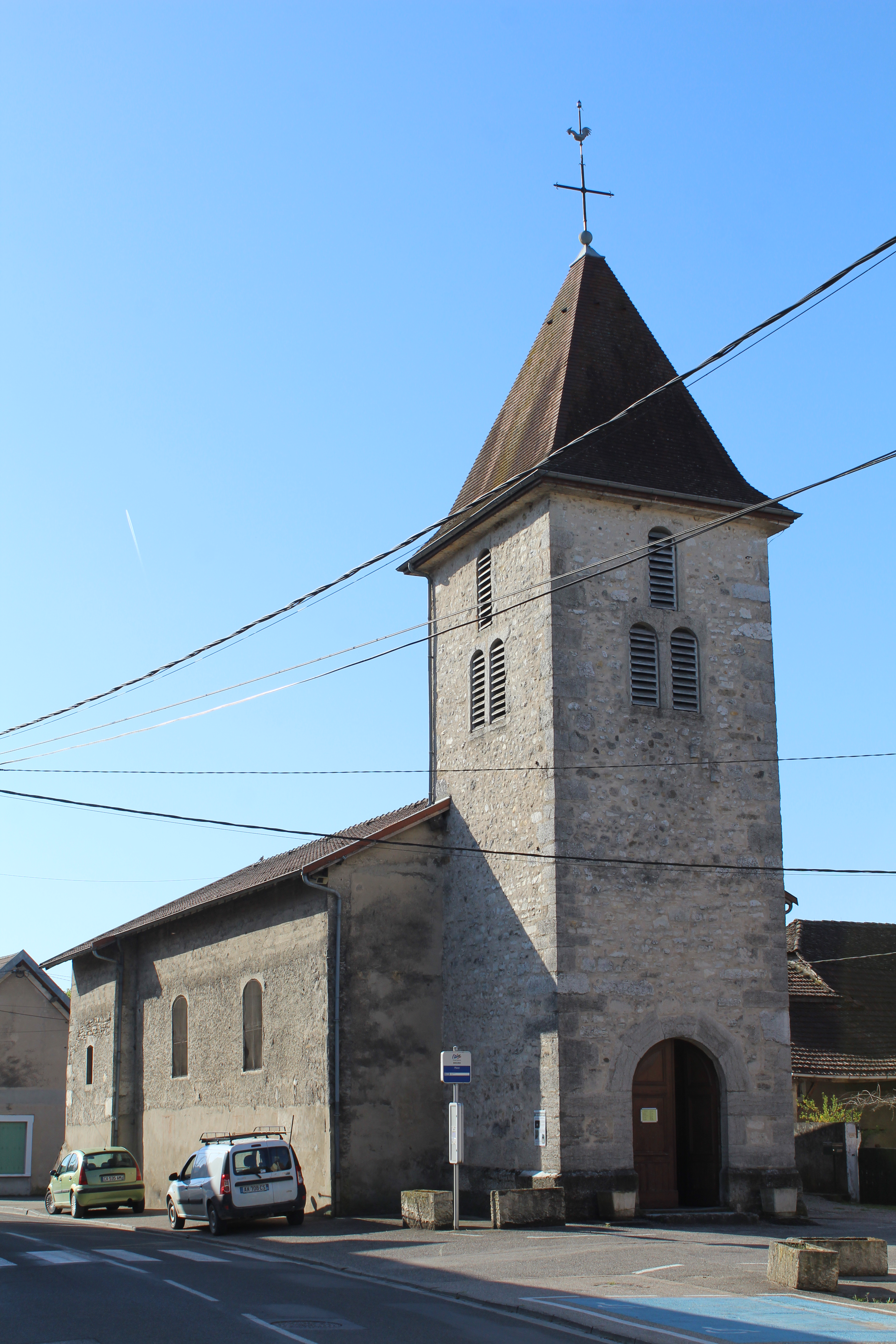
Kirche Saint-Jean-Baptiste
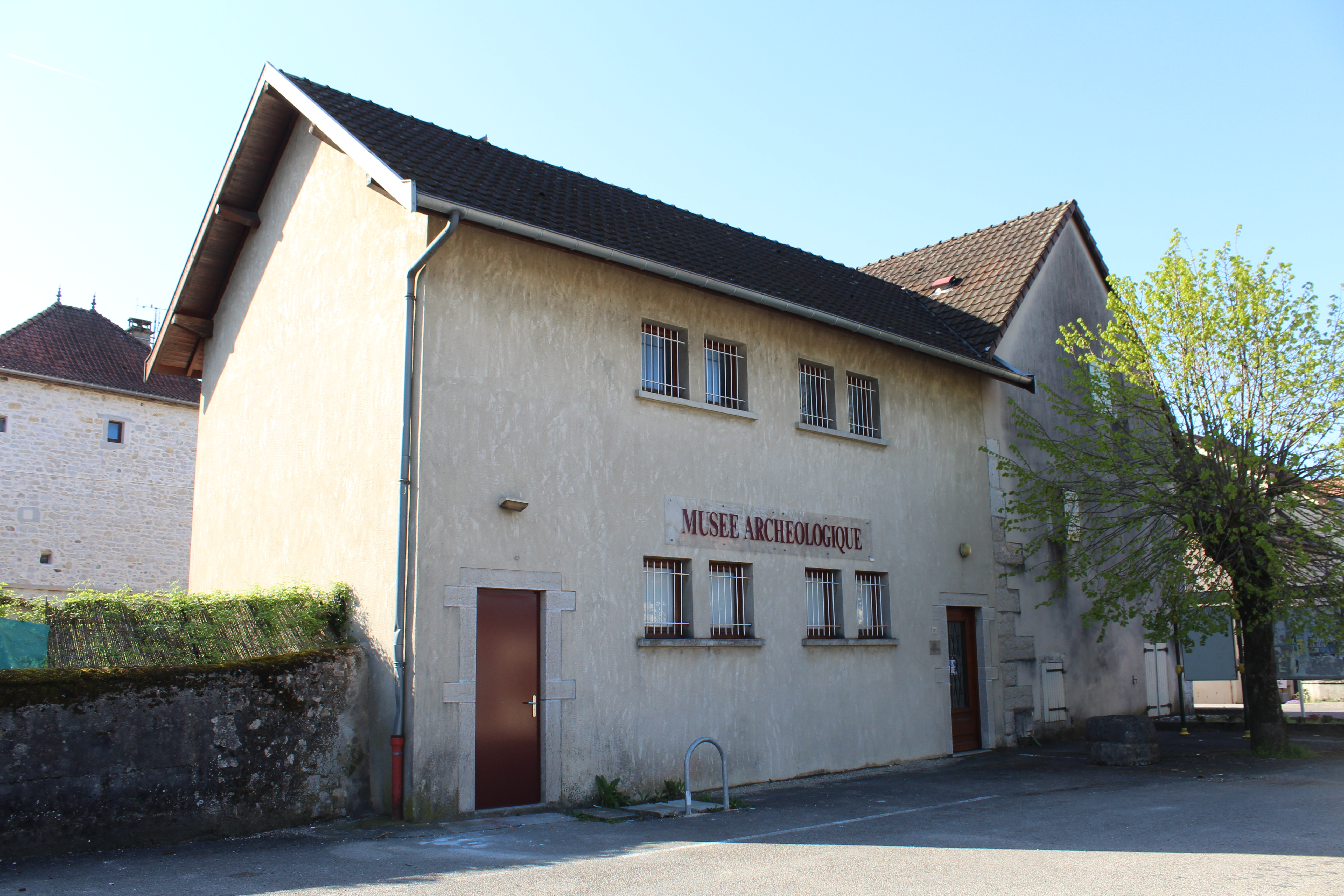
Archäologiemuseum
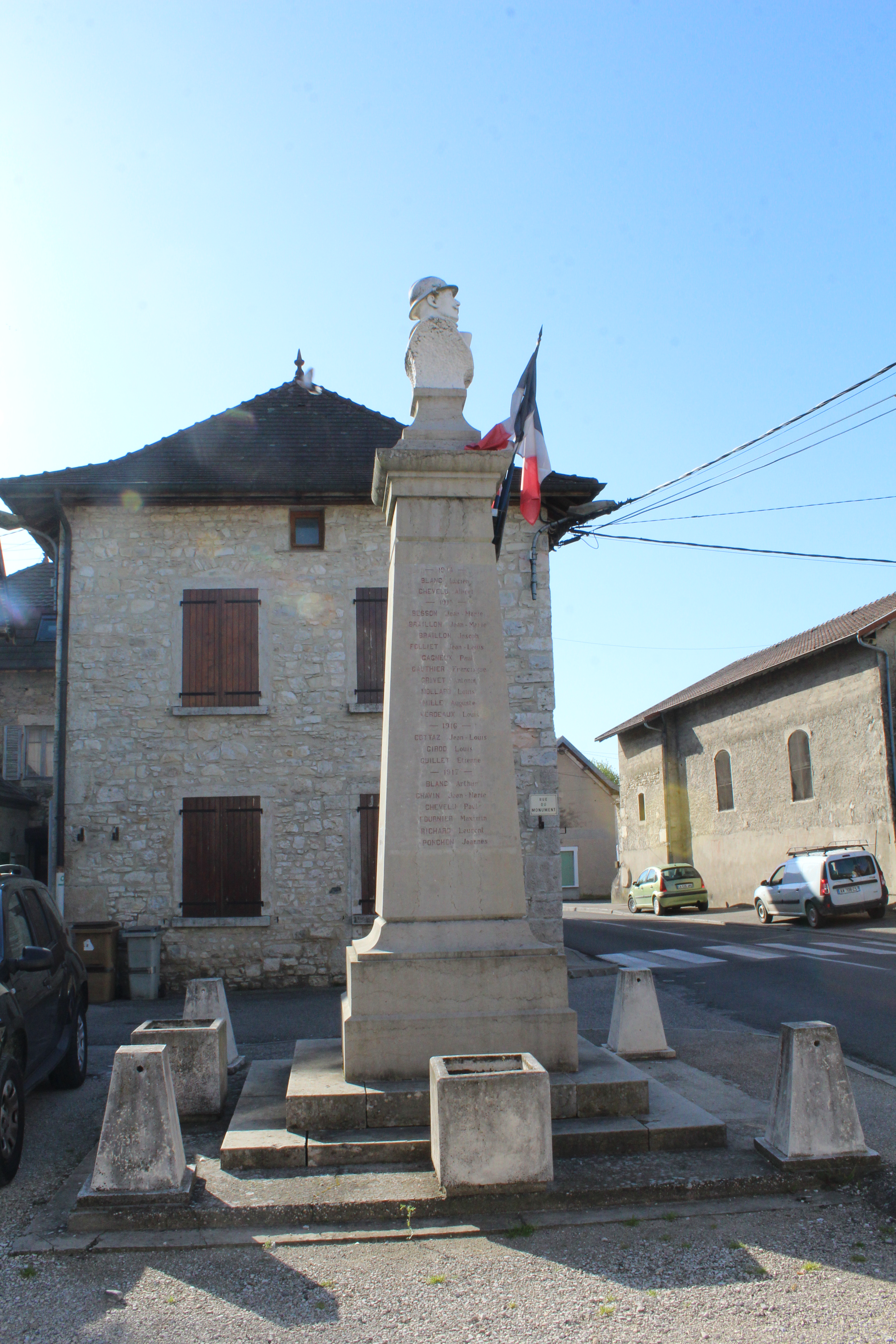
Gefallenendenkmal

## Wirtschaft
- Ligne Roset, Möbelhersteller, firmiert als Roset SA